# Farscape, le jeu
Farscape, le jeu (Farscape: The Game) est un jeu vidéo d'action-aventure développé par Red Lemon Studios et édité par Crucial Entertainment, sorti en 2002 sur Windows. Il est basé sur la série télévisée du même nom.

## Accueil
- GameSpot : 3,5/10[1]